# Aufzeichnungen eines Wahnsinnigen

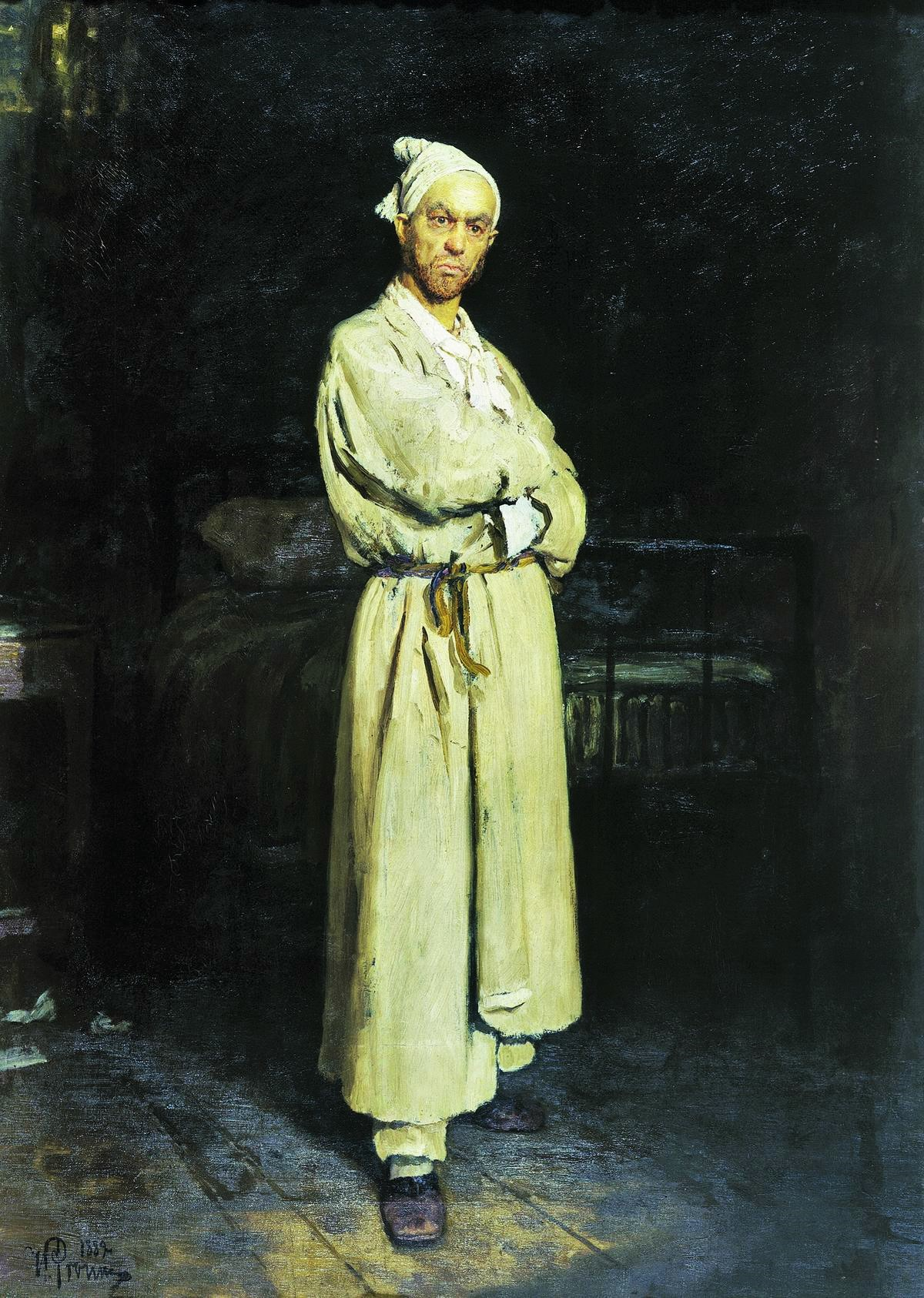
Darstellung Poprischtschins in einem Gemälde von Ilja Jefimowitsch Repin (1882)

Aufzeichnungen eines Wahnsinnigen (russisch Записки сумасшедшего, Sapiski sumasschedschewo; Betonung: Sapíski sumasschédschewo) ist eine Erzählung in Form von Tagebucheinträgen des russischen Dichters Nikolai Wassiljewitsch Gogol aus dem Jahre 1835.
Dieses Werk ist eines der bekanntesten von Gogol (zusammen mit Die Nase und Der Mantel) und wird auch von seinen russischen Kollegen als Verweis genutzt (Fjodor Michailowitsch Dostojewski: Aufzeichnungen aus dem Kellerloch). Der chinesische Schriftsteller Lu Xun veröffentlichte 1918 eine von Gogols Werk inspirierte Kurzgeschichte unter dem Titel Tagebuch eines Verrückten.

## Handlung
Unterdrückt und gepeinigt im Beruf und hoffnungslos verliebt, flüchtet sich Titularrat Poprischtschin (Betonung: Popríschtschin) in seine eigene Welt. Der zu Beginn der Erzählung erworbene Eindruck eines gesunden Menschen wandelt sich zusehends in das Bild eines hoffnungslosen Phantasten und Verrückten. Während anfängliche Phantastereien lediglich sprechende Hunde beinhalten, fällt der Protagonist im weiteren Verlauf seiner Krankheit in immer stärkere Wahnvorstellungen. Er liest in der Zeitung vom Tod des spanischen Königs Ferdinand VII., der ohne männlichen Thronfolger verstorben war, und verfällt in den Glauben, er selbst wäre der nächste spanische König.
Auch die Datierung beginnt sich mit zunehmender Erkrankung dramatisch zu verändern. Sie wandelt sich von normalen Daten, zum Beispiel „4. Oktober“, zu abstrusen Formen, wie zum Beispiel „Da 34 tum, Jahr, 349. Februar“.
Aufgrund seiner Erkrankung kündigt Poprischtschin im Laufe der Erzählung seinen Beruf und verkündet schließlich pathetisch, im Beisein anderer, er wäre der König von Spanien. Daraufhin wird er, obgleich dies nicht offen herauszulesen ist, in eine Nervenklinik eingewiesen, welche der Protagonist für die Inquisition hält.